# 공정 러시아 ― 애국자 ― 진실을 위하여

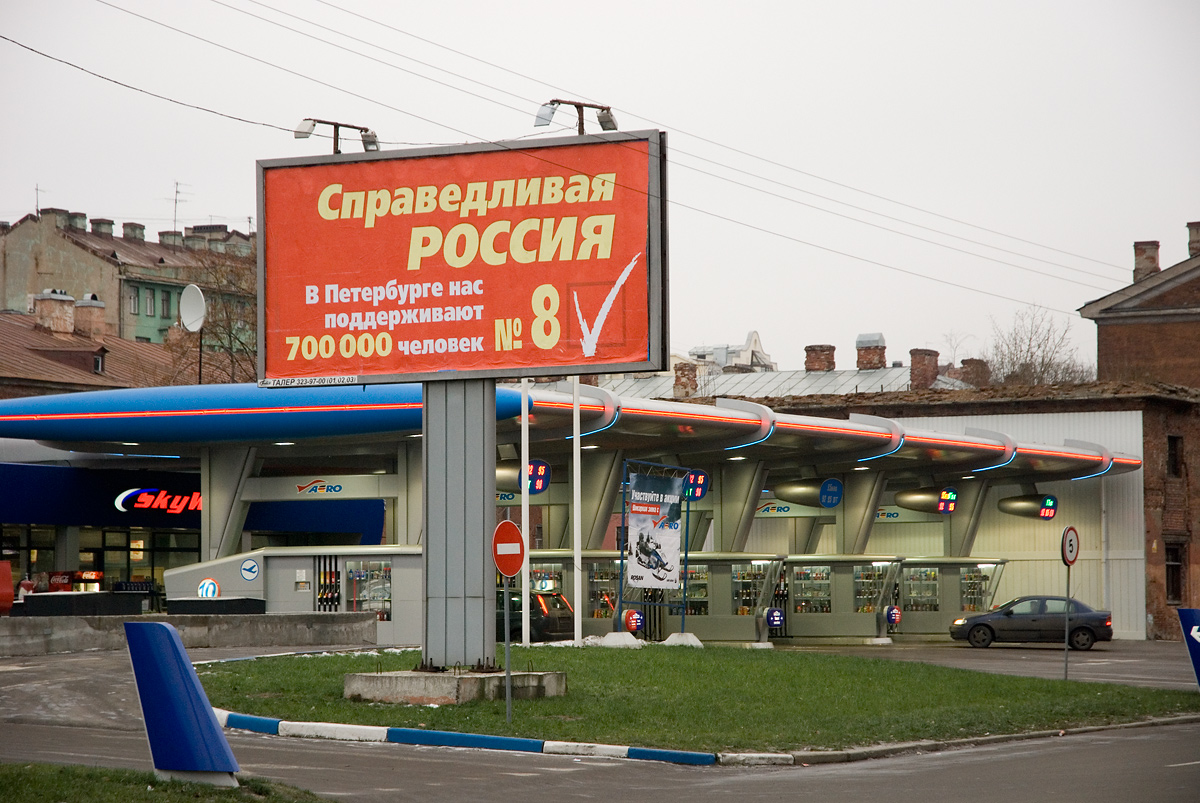
공정 러시아의 2007년 국가 두마 선거 포스터

공정 러시아 ― 애국자 ― 진실을 위하여(러시아어: Справедливая Россия — Патриоты — За правду 스프라베들리비 라씨야 ― 파트리오티 ― 자 프라브두[*])는 러시아의 사회민주주의 정당이다. 2006년 10월 28일 창당되었으며, 개인의 권리, 자유의 보장과 복지 국가의 실현을 추구한다. 현재 국가 두마의 450석 중 28석을 가지고 있으나, 거의 현 여당인 통합 러시아의 하위 정당으로 여겨지고 있다. 공정 러시아는 러시아를 공평한 사회로 만들겠다는 이념을 내걸고 있다.
창당 당시 명칭은 공정 러시아였으나, 2021년 1월 28일 겐나디 세미긴이 이끄는 러시아의 애국자들과 자하르 프릴레핀이 이끄는 진실을 위하여와 신설 합당하여 지금의 이름으로 변경하였다.

## 역사
공정 러시아당은 2006년 10월 28일 로디나, 러시아 생명당, 연금당의 합당을 통해 창당되었다. 이 세 정당들 중 로디나가 가장 큰 정당이었으며, 공정 러시아 당을 전반적으로 이끌어나갔다. 참고로 로디나는 2003년 국가 두마 선거에서 9%의 지지율을 얻었던 정당으로, 합당 당시 37개의 의석 수를 가지고 있었다. 공정 러시아당의 한 주축을 이루었던 연금당의 인사들은 3%의 지지를 받으며 의석 확보 지지율인 5%의 벽을 넘는 데에 실패하고 지도층간의 내분이 일어나 결국 서서히 몰락해갔다. 러시아 생명당도 마찬가지로 저조한 지지율을 보이며, 지방 의석 한 자리밖에 얻지 못하는 참패를 거두어 결국 공정 러시아당의 핵심 인사들은 로디나 당의 사람들로 채워지게 되었다.
로디나당이 유일하게 어느정도 의석 수가 제법 되는 정당이다보니, 공정 러시아당은 로디나당에 의해 주도되었다. 2006년 10월 28일에 당명을 '공정 러시아'(A Just Russia)로 정하기로 합의되었으며, 세르게이 미로노프가 당대표로 선출되었으며, 로디나당의 전 원내대표였던 알렉산데르 바바코프는 중앙위원회 의장으로, 연금당 당대표였던 이고르 조토프는 정치 위원회 의장으로 각자 선출되었다. 이후 공정 러시아당은 군소 야당들을 조금씩 흡수해가며 힘을 불려나갔다. 세르게이 미로노프는 창당식에서 공정 러시아당이 블라디미르 푸틴 대통령을 지지한다며 밝혔으나, 다만 푸틴의 여당인 통합 러시아가 압도적인 의석 수를 기반으로 권력을 독점한다고 비판도 하며 양면적인 모습을 동시에 보여주었다. 미로노프는 공정 러시아당이 새로운 '좌파 정당'이 될 것이라고 공언하며, 통합 러시아가 '권력의 정당'이라면 자신들은 '인민들의 정당'이 될 것이라고 선언하였다.
한 러시아 교수의 발언에 의하면, 공정 러시아의 당대표 세르게이 미로노프가 실로비키(한 때 푸틴을 따르던 파벌의 명칭)이었기에 푸틴에게서 당의 창당을 허락받을 수 있었다고 한다. 당시 러시아의 여당인 통합 러시아의 주류 세력은 새로운 좌파 정당의 창당을 반대했으나, 푸틴 대통령이 공정 러시아가 자신에게 함부로 대하지 못할 것이라는 것을 꿰뚫어보고 일부러 새로운 야당의 창당을 허가해주었다는 것이다. 게다가 창당 과정에서 푸틴 대통령의 옛 측근들이 많이 개입하기도 하였기에, 반쯤은 그저 통합 러시아의 좌경화된 판이라는 비판도 하였다.

### 2007년 선거
2007년 총선 전에 치러졌던 2007년 지방 선거에서, 공정 러시아당은 의외로 크게 약진한 득표율을 보이며 상당한 지지를 받았다. 이후 통합 러시아의 지지자들은 대통령의 지지기반이 반으로 토막나는 것이 아닌가에 대하여 위협을 느꼈고, 이는 당시 푸틴 대통령도 마찬가지였기에 결국 푸틴 대통령은 총선 직전에 공정 러시아에 대한 공식적인 지지를 철회하였다. 이후 공정 러시아당은 러시아 연방 공산당에게 '새로운 좌파 정당'을 창설하자는 제안을 펼쳤지만, 당시 당수였던 겐나디 쥬가노프가 이를 거절하며 무위로 돌아갔다.
2007년 총선에서 러시아의 대통령 블라디미르 푸틴은 통합 러시아당을 공식적으로 지지했다. 이 결정은 통합 러시아당의 지지율을 확 끌어올렸으며, 그와 반대로 공정 러시아당의 지지율은 폭락했다. 여론 조사에서 전문가들은 공정 러시아당이 7%의 벽도 깨기 힘들것이라고 전망하였다. 이후 공정 러시아당은 세르게이 미로노프를 당수로 내세우고, 공산당을 대신하는 좌파 정당의 프레임으로 선거운동을 펼쳤다. 결국 공정 러시아당은 2007년 국가 두마 선거에서는 5,383,639 표 (7.74%)를 받았다. 지지율은 4년 전 로디나에 비해 낮았지만, 의석 수는 로디나보다 1석 더 많은 38석을 차지했다. 또한 미로노프의 고향인 상트페테르부르크에서는 제 2당의 지위를 굳히기도 하였다.

### 총선 이후
2008년 6월 30일, 공정 러시아는 사회주의 인터내셔널로부터 국제, 사회민주주의 정당의 세계적인 조직으로 인정받았다. 공정 러시아는 2007년부터 2011년까지 국가 두마에서, 경제 및 정치의 민주화 방향으로 이동해야한다는 대통령 드미트리 메드베데프의 견해를 지지, 메드베데프 현대화 프로그램의 강력한 지지자가 되었다. 또한 의회 진입 가능 지지율을 7%에서 3%로 끌어내려 군소 야당들의 원내 진입을 쉽게 해주어야 한다는 주장 또한 함께 펼치고 있다. 2011년 국가 두마 선거에서 블라디미르 푸틴의 권위주의에 염증을 느낀 유권자들의 지지를 통해 64석을 획득한 후, 블라디미르 푸틴 정부에 대한 반대를 선언했으나, 러시아의 우크라이나 사태 개입에는 푸틴 정부를 지지하여, 2014년 러시아 반전 시위를 반대하는 등, 실제로 이 당이 반(反)푸틴 노선을 추구하지 않는다는 비판이 일고 있다.
2018년 대선에서 공정 러시아당은 후보를 내지 않고 대신 블라디미르 푸틴 대통령을 지지했다.

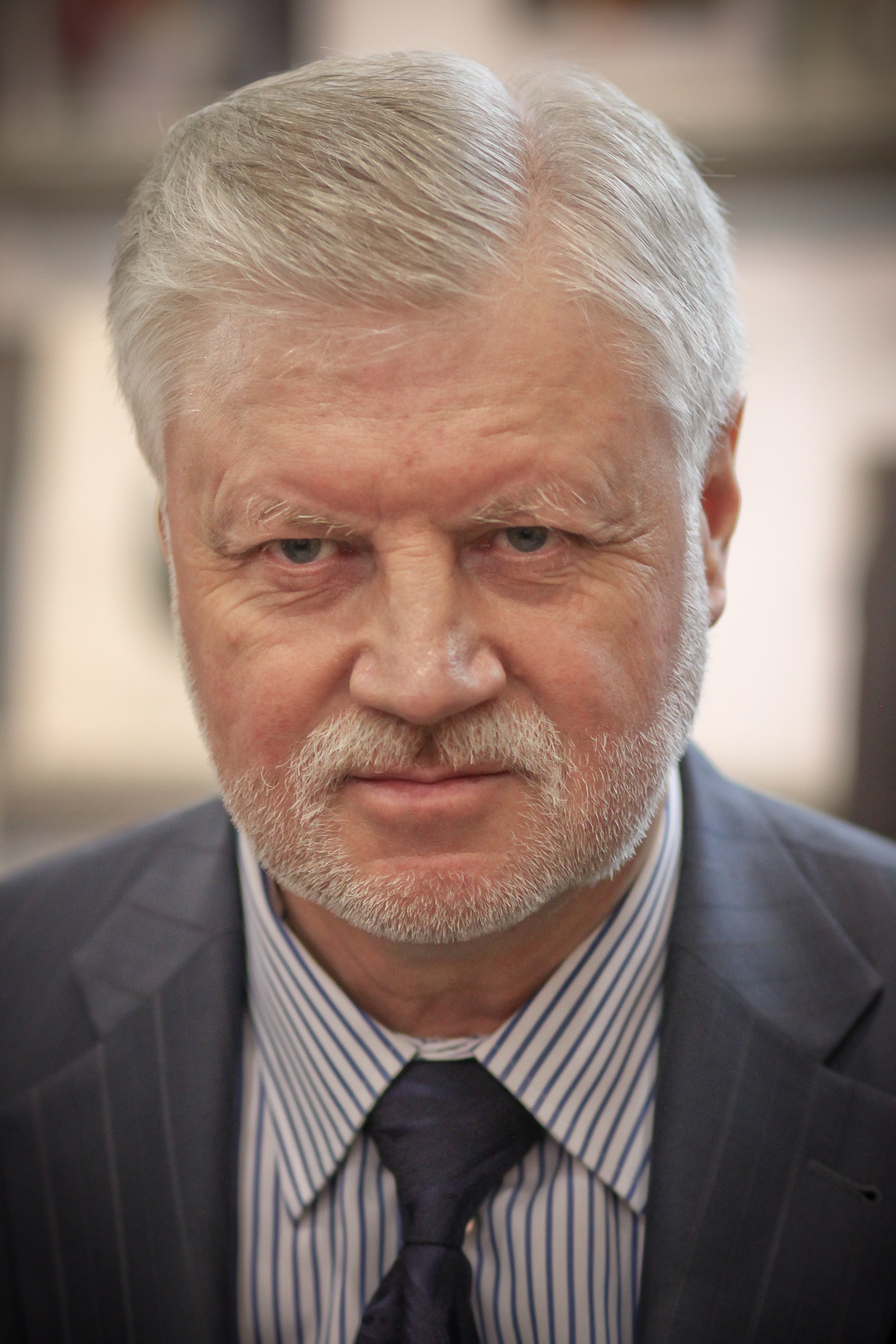
세르게이 미로노프 대표

## 이념
공정 러시아당은 빈부 격차를 줄이고 모두가 함께 잘 사는 복지 국가를 지향한다. 또한 개인의 권리를 보호하고 시장 경제를 공식적인 정강으로 내세우기도 한다. 세르게이 미로노프의 지도 하에, 공정 러시아당은 러시아 연방 공산당을 대신하여 러시아의 새 좌파 정당의 자리를 차지하기 위해 분투하고 있으며 자신들의 이념을 '21세기의 사회주의'라고 칭한다. 다만 러시아가 절대로 '옛 소비에트 시대의 봉건주의'로 돌아가서는 안된다고 주장하며, 구 소련의 공산주의와는 선을 긋고 거리를 두는 모습을 보인다. 또한 사회민주주의와 민주사회주의를 혼합시킨 이념을 가지고 있다.
러시아의 국민들의 경제 수준이 점차 상승하고 있는 것은 공정 러시아당에게 이익으로 작용한다. 공정 러시아당은 소득의 양과 상관없이 소득의 13%의 세금을 매기는 정액제 대신 누진세를 적용하여 빈부격차를 완화시킬 것을 주장하며, 고용에 투입되는 국가 예산을 전체 GDP의 1% 수준까지 끌어올리겠다고 공언하고 있다. 국가 의회에서는 '협조적인 야당'이라는 모토를 내세우며 대체적으로 여당과 대통령의 뜻에 협력하고 있으나, 다만 부패한 정치 체계를 개혁하고 러시아의 민주화가 더 많이 진행되어야 한다고 목소리를 높이고 있기도 하다.

## 합병한 정당
다음은 공정 러시아에 의해 합병된 정당들이다. 괄호 안의 날짜는 합병이 언제 이뤄졌는지를 보여준다.
- 러시아의 애국자들 (2021년 2월 22일)
- 진실을 위하여 (2021년 1월 28일)
- 러시아 사회정의당 (2008년 9월 17일)
- 러시아 통합사회당 (2007년 5월 26일)
- 러시아 연방 인민당 (2007년 4월 14일)
- 기업가 정신 성장당 (2007년)
- 입헌민주당 (2007년)
- 러시아 생태당 "녹색당" (2009년 6월 - 2012년 2월; 2012년 재창당)
- 로디나 (2006년 10월 - 2012년 9월; 2012년 재창당)
- 러시아 사회정의연금당 (2006년 10월 - 2012년 4월; 2012년 재창당)
- 러시아 생명당 (2006년 10월)